# Гульфосс

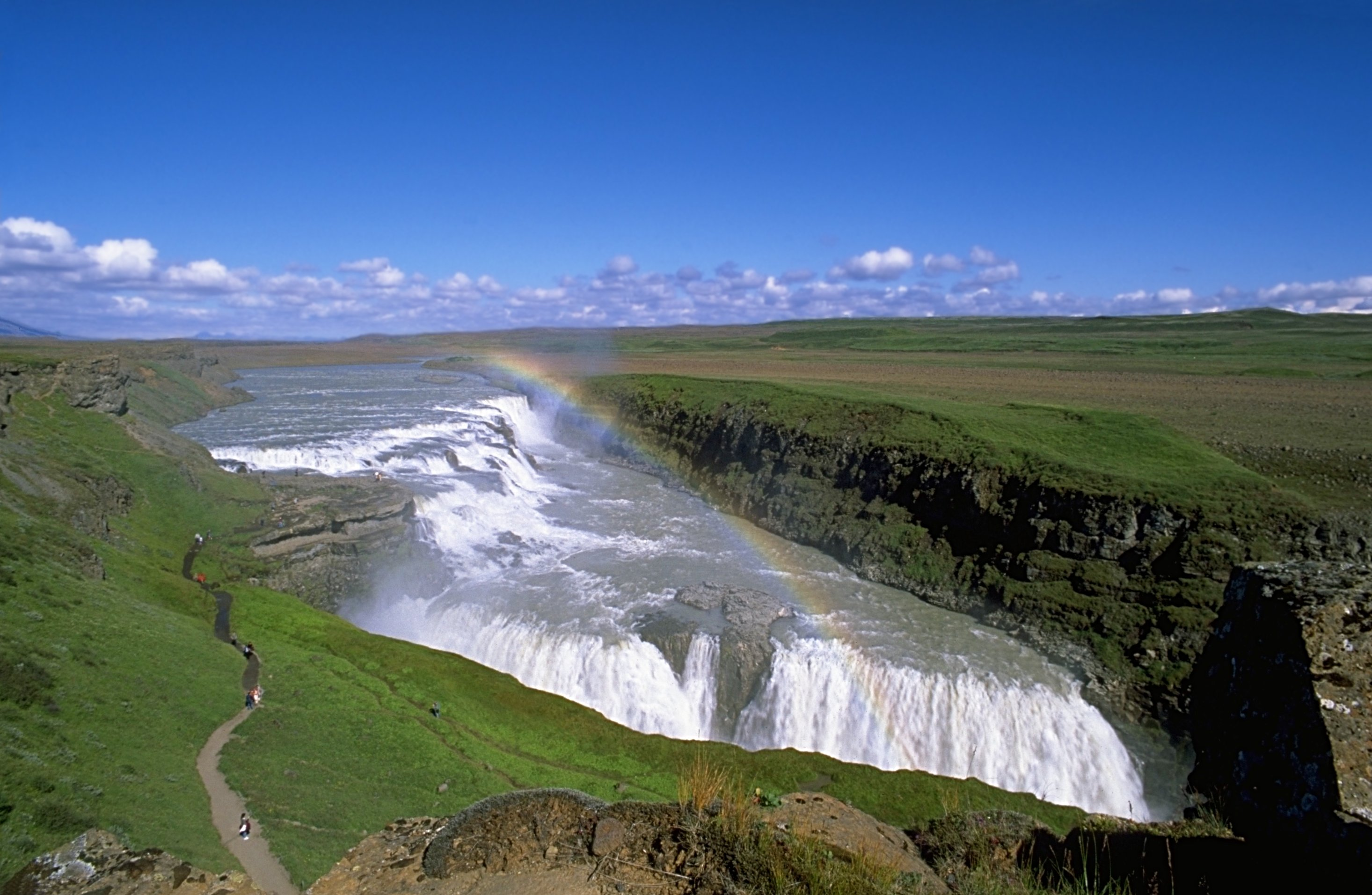
Гульфосс влітку

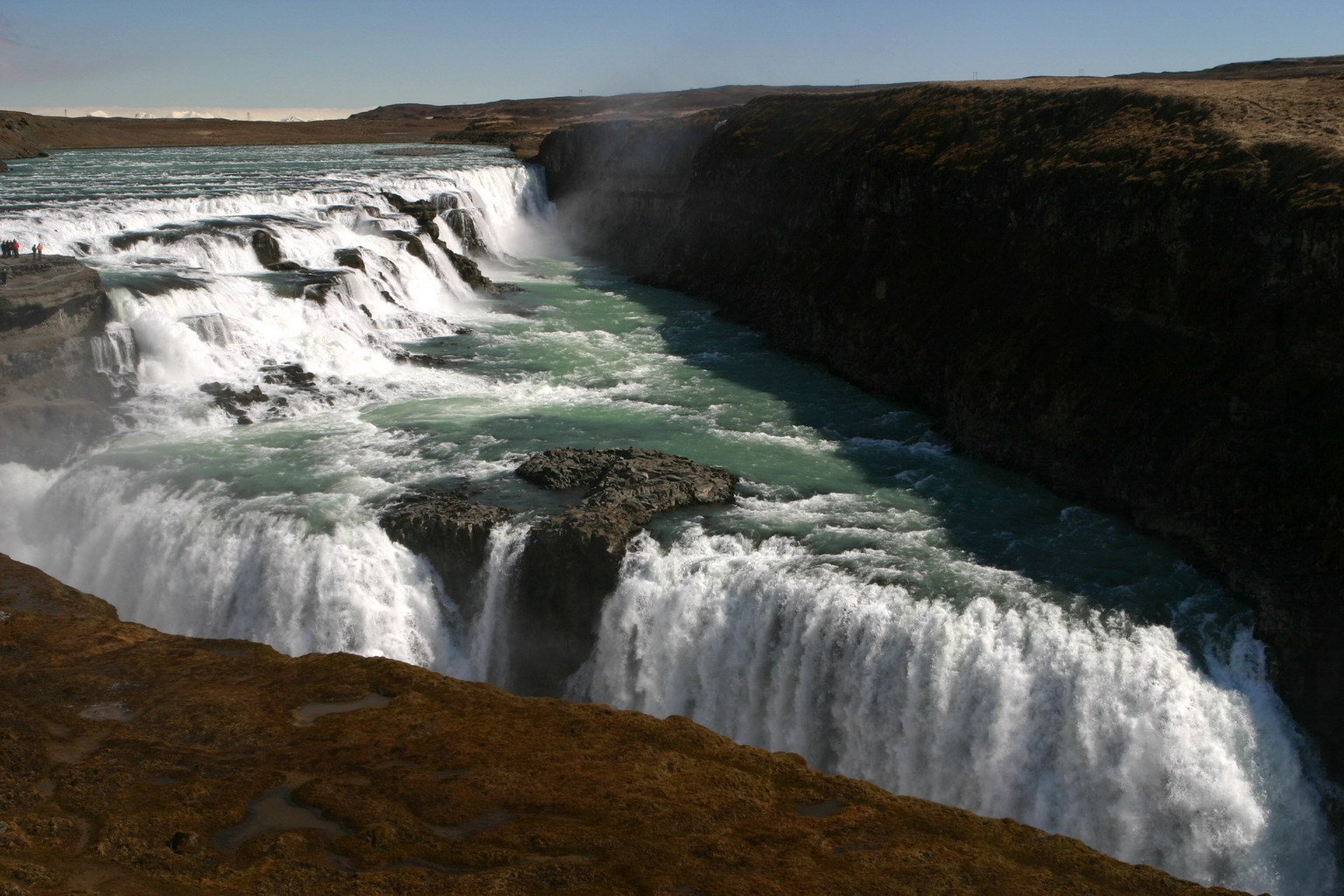
Гульфосс проти сонця у травні 2006 року

64°19′34″ пн. ш. 20°07′16″ зх. д. / 64.326111111111° пн. ш. 20.121111111111° зх. д.
Гульфосс (ісл. Gullfoss, МФА: [ˈkʏtl̥ˌfɔsː]) — водоспад в Ісландії, розташований у каньйоні річки Квітау на південному заході острова.
Гульфосс є однією з найпопулярніших туристичних атракцій Ісландії. Широка річка Квітау стрімко тече в напрямку півдня. Близько кілометра над водоспадом вона різко повертає вліво і тече вниз широко зігнутими трисходовими порогами і тоді раптово спадає двома ступенями (11 м і 21 м) у прогалину глибиною 32 метри. Ущелина, шириною близько 20 м і 2,5 км в довжину, тягнеться перпендикулярно до течії річки. Середній об'єм води, що спадає через цей водоспад, — 140 м³/с влітку та 80 м³/с взимку. Найбільший потік, який було виміряно — 2000 м³/с.
При наближенні до водоспаду прогалину не видно, і видається, що потужна річка просто щезає у землю.
Протягом першої половини 20-го століття і пізніші роки йшло багато дискусій щодо використання Гульфоссу для створення електроенергії. В цей період водоспад винаймався закордонними інвесторам його власниками Тоумасом Тоумассоном і Гальдоуром Гальдоурссоном[уточнити]. Проте спроби інвесторів були безуспішними, частково через брак грошей. Водоспад було пізніше продано ісландській державі. Навіть після його продажу були плани використання річки Квітау, які б назавжди змінили водоспад. Це не було зроблено і тепер водоспад захищено.
Сіґрідур Тоумасдоуттір, донька Тоумаса Тоумассона, намагалася зберегти водоспад від використання і навіть погрожувала сама кинутися у водоспад. Попри популярність цієї історії, що Сіґрідур справді врятувала водоспад від використання, є думка, що це вигадка. Кам'яний меморіал, присвячений Сіґрідур, розташований над водоспадом та зображує її.

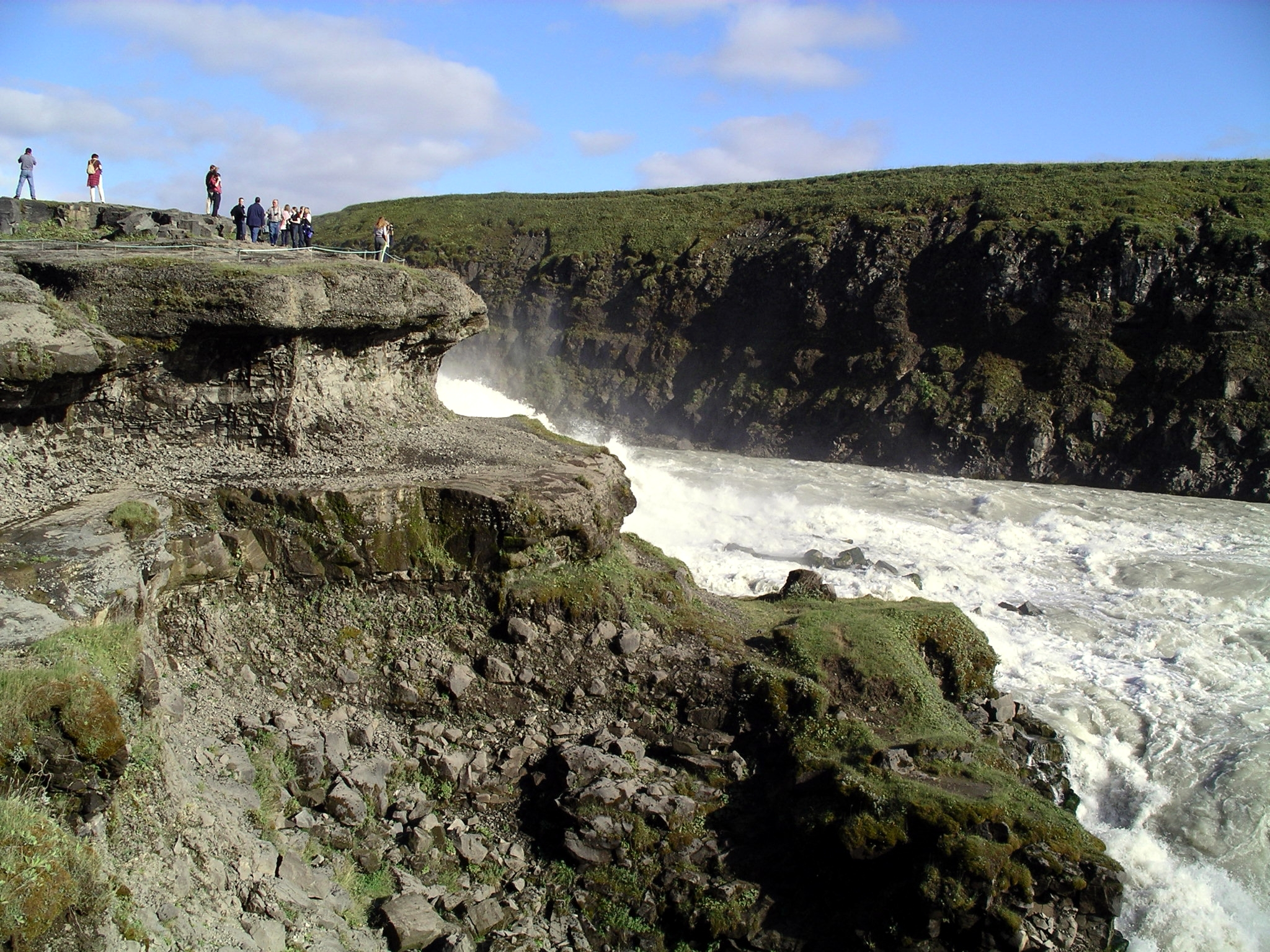
Інша панорама водоспаду

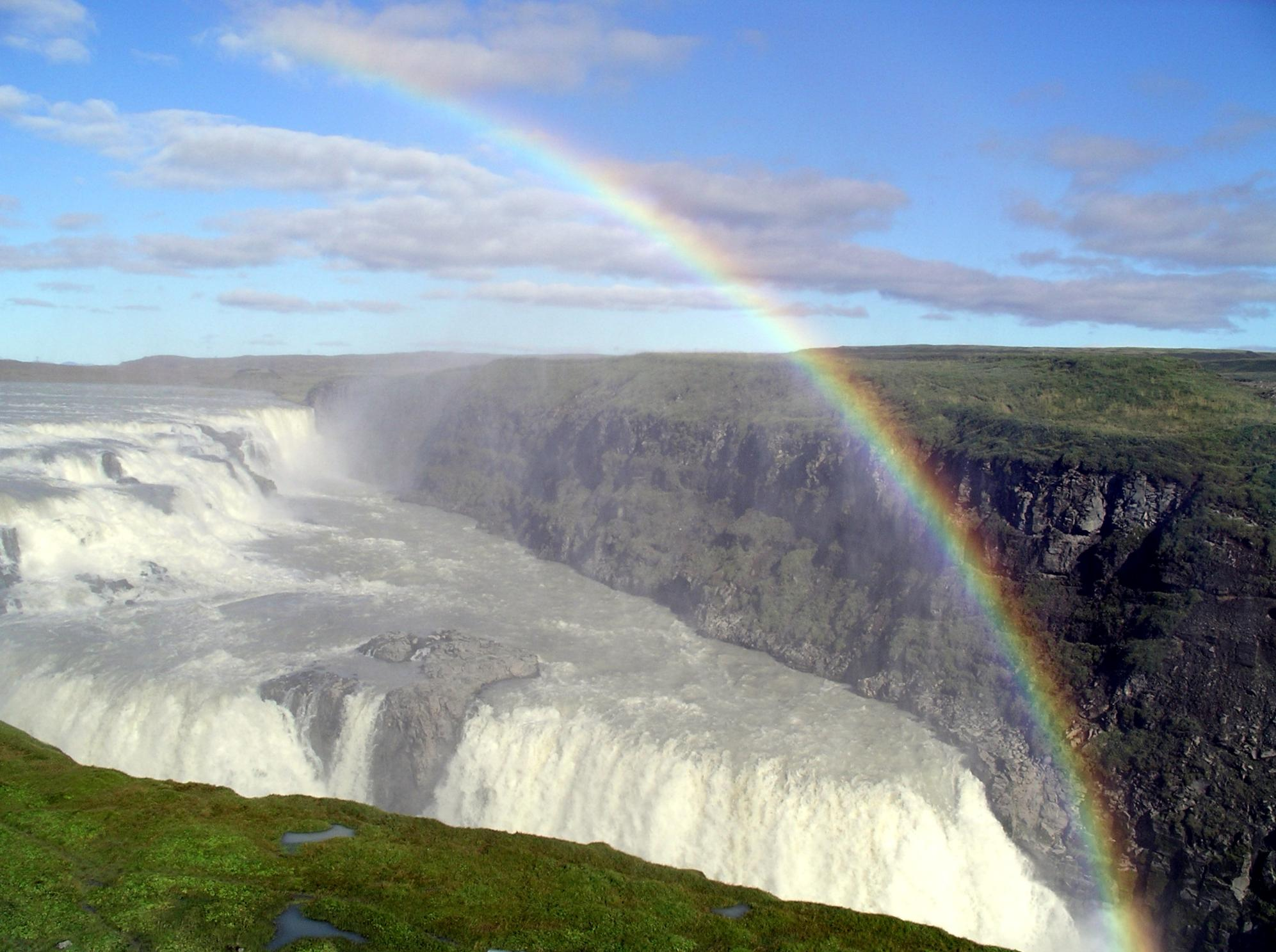
Веселка на водоспадом

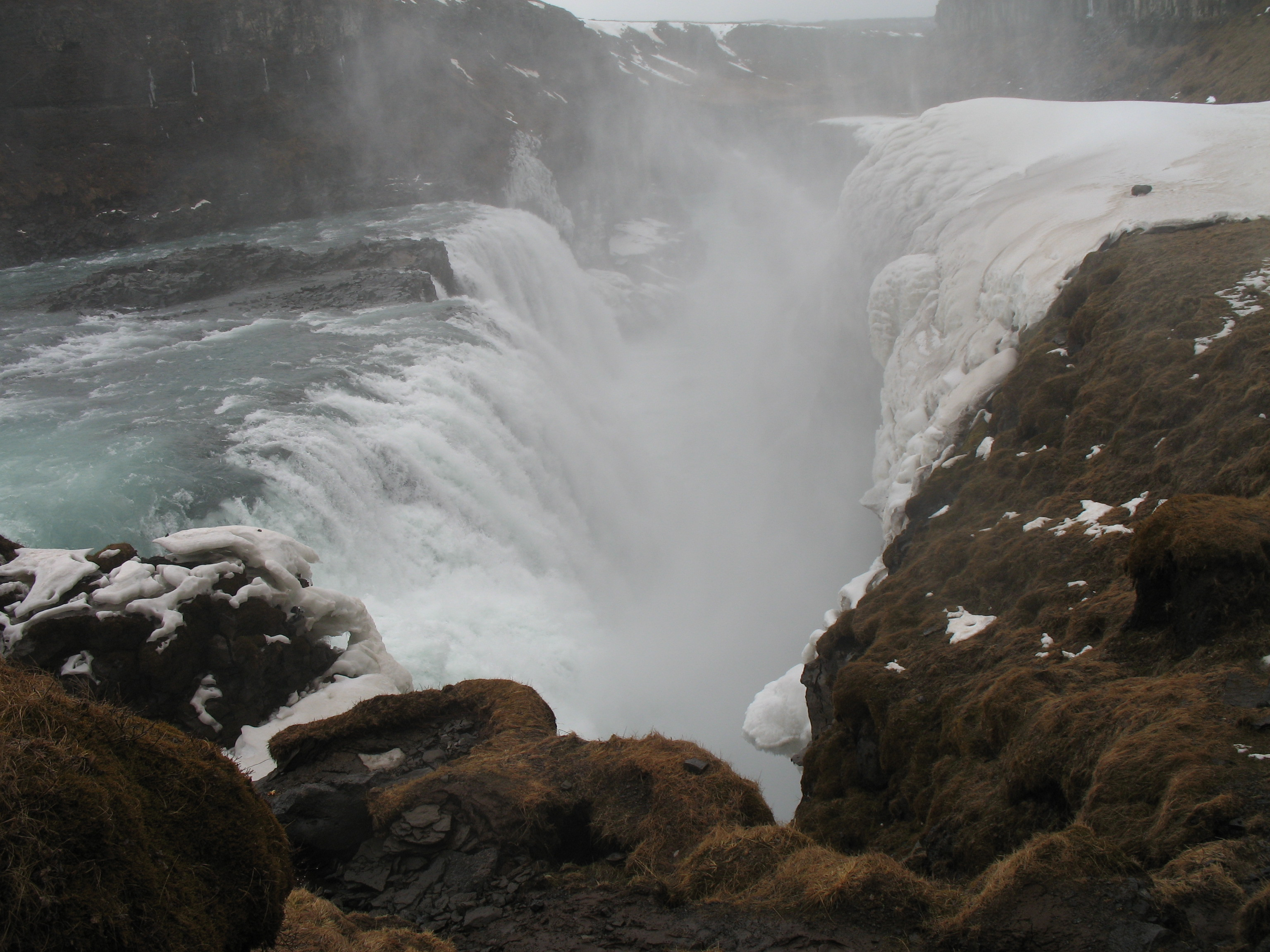
Гульфосс наприкінці березня, 2007

Разом із Тінгветлір та гейзерами Соколиної долини Хейкадалюр Гульфосс складає Золоте кільце Ісландії, популярний денний туристичний маршрут для туристів, які відвідують цю північну землю.

## Дивіться теж
- Тінгветлір
- Озера Ісландії
- Гекла
- Лакі (вулкан)
- Ельдфетль